# وينتيرس (كاليفورنيا)
وينتيرس (بالإنجليزية: Winters )‏ هي إحدى مدن مقاطعة يولو، كاليفورنيا. تم إعطاءها لقب مدينة في 9 فبراير، 1898.

## المناخ
يظهر الجدول التالي التغييرات المناخية على مدار السنة لوينتيرس:
| البيانات المناخية لـوينتيرس       | البيانات المناخية لـوينتيرس | البيانات المناخية لـوينتيرس | البيانات المناخية لـوينتيرس | البيانات المناخية لـوينتيرس | البيانات المناخية لـوينتيرس | البيانات المناخية لـوينتيرس | البيانات المناخية لـوينتيرس | البيانات المناخية لـوينتيرس | البيانات المناخية لـوينتيرس | البيانات المناخية لـوينتيرس | البيانات المناخية لـوينتيرس | البيانات المناخية لـوينتيرس | البيانات المناخية لـوينتيرس |
| الشهر                             | يناير                       | فبراير                      | مارس                        | أبريل                       | مايو                        | يونيو                       | يوليو                       | أغسطس                       | سبتمبر                      | أكتوبر                      | نوفمبر                      | ديسمبر                      | المعدل السنوي               |
| --------------------------------- | --------------------------- | --------------------------- | --------------------------- | --------------------------- | --------------------------- | --------------------------- | --------------------------- | --------------------------- | --------------------------- | --------------------------- | --------------------------- | --------------------------- | --------------------------- |
| الدرجة القصوى °ف (°م)             | 79 (26)                     | 81 (27)                     | 92 (33)                     | 99 (37)                     | 108 (42)                    | 115 (46)                    | 115 (46)                    | 113 (45)                    | 112 (44)                    | 106 (41)                    | 90 (32)                     | 79 (26)                     | 115 (46)                    |
| متوسط درجة الحرارة الكبرى °ف (°م) | 55.4 (13.0)                 | 61.6 (16.4)                 | 67 (19)                     | 74.4 (23.6)                 | 82.8 (28.2)                 | 90.5 (32.5)                 | 96.6 (35.9)                 | 95.1 (35.1)                 | 90.9 (32.7)                 | 80.6 (27.0)                 | 66.2 (19.0)                 | 56.2 (13.4)                 | 76.4 (24.7)                 |
| متوسط درجة الحرارة الصغرى °ف (°م) | 37 (3)                      | 40.7 (4.8)                  | 43.8 (6.6)                  | 47.4 (8.6)                  | 53 (12)                     | 58 (14)                     | 59.8 (15.4)                 | 58.5 (14.7)                 | 56.7 (13.7)                 | 50.4 (10.2)                 | 42.6 (5.9)                  | 37.4 (3.0)                  | 48.8 (9.3)                  |
| أدنى درجة حرارة °ف (°م)           | 18 (−8)                     | 22 (−6)                     | 28 (−2)                     | 29 (−2)                     | 30 (−1)                     | 44 (7)                      | 46 (8)                      | 44 (7)                      | 42 (6)                      | 32 (0)                      | 25 (−4)                     | 15 (−9)                     | 15 (−9)                     |
| الهطول إنش (مم)                   | 5.12 (130)                  | 4 (100)                     | 2.9 (74)                    | 1.21 (31)                   | 0.51 (13)                   | 0.14 (3.6)                  | 0.02 (0.51)                 | 0.04 (1.0)                  | 0.22 (5.6)                  | 1.02 (26)                   | 2.59 (66)                   | 4.19 (106)                  | 21.94 (557)                 |
| متوسط تساقط الثلوج إنش (سم)       | 0.1 (0.25)                  | 0 (0)                       | 0 (0)                       | 0 (0)                       | 0 (0)                       | 0 (0)                       | 0 (0)                       | 0 (0)                       | 0 (0)                       | 0 (0)                       | 0 (0)                       | 0 (0)                       | 0.1 (0.25)                  |
| متوسط أيام هطول الأمطار           | 12                          | 10                          | 9                           | 5                           | 3                           | 1                           | 0                           | 0                           | 1                           | 3                           | 8                           | 11                          | 63                          |
| المصدر: WRCC                      |                             |                             |                             |                             |                             |                             |                             |                             |                             |                             |                             |                             |                             |